# Palácio Nacional (México)
O Palácio Nacional, é a sede do Poder Executivo federal do México e a residência oficial dos Presidentes mexicanos, estando localizado na Praça da Constituição (o Zócalo), num terreno com 40 000 m² situado no centro histórico da Cidade do México. O local onde se ergue actualmente tem sido ocupado por palácios da classe governante no México desde o Império Asteca e grande parte dos materiais de construção do actual palácio pertenceram ao original pertencente a Montezuma II.
Segundo a página oficial da Presidência da República Mexicana, "Desde tempos imemoriais foi o espaço onde os governantes exerceram a sua autoridade, o centro de gravidade da política, o sítio onde o poder se materializava. A sua transformação com o passar dos séculos foi também fiel reflexo das transformações da sociedade mexicana. A história do actual Palácio Nacional é centenária, embora as modificações arquitectónicas nunca tenham violentado a sua natureza: sempre foi origem e destino do poder".

## Complexo actual
O Palácio Nacional do México, com a sua fachada em tezontle, preenche todo o lado oriental do Zocalo medindo mais de 200 metros de comprimento. Acolhe os gabinetes do Presidente do México, do Tesouro Federal e dos Arquivos Nacionais.

## História

### O palácio de Moctezuma
O local e grande parte do material de construção do actual edifício pertencem ao palácio de Moctezuma II. No início do século XVI, o Imperador Imperador Moctezuma ordenou a edificação do seu palácio no terreno que, posteriormente, seria ocupado pelo palácio vice-real. Este palácio funcionaria como a residência do tlatoani asteca e também desempenharia várias funções oficiais.
A construção era tão faustosa que próprios e estranhos não puderam deixar de render-lhe tributo e admiração. O edifício estava dividido em duas secções, encontrando-se decorado com mármore e pintado com estuque. A fachada principal continha o escudo da monarquia; uma águia com uma cobra nas garras. Tinha três pátios rodeados por pórticos, instalações sanitárias interiores, fontes e jardins. Os quartos tinham tapeçarias de algodão, penas e pele de coelho pintados em cores brilhantes. Os pavimentos eram feitos de estuques polidos e estavam cobertos por peles de animais e esteiras finamente tecidas. Existiam quartos para os criados, pessoal administrativo e guardas militares, cozinhas, despensas e salas de armazenamento.
O palácio também possuía uma câmara reservada para o "tlacxitlan", onde um grupo de anciãos, presidido pelo próprio imperador, podia resolver litígios entre os cidadãos.
A grandeza e riqueza do palácio surpreenderam Hernán Cortés, que fez a sua descrição por cartas a Carlos I de Espanha.
Cortés apropriou-se do palácio, juntamente com o Palácio de Axayacatl (pai de Moctezuma), onde esteve hospedado entre 1519 e 1520. No entanto, durante a Conquista do México, ambos os palácios foram devastados. Depois da Conquista, o palácio de Moctezuma não fio completamente arrasado até ao chão, mas suficientemente destruído para torná-lo inabitável.

### O palácio de Cortés

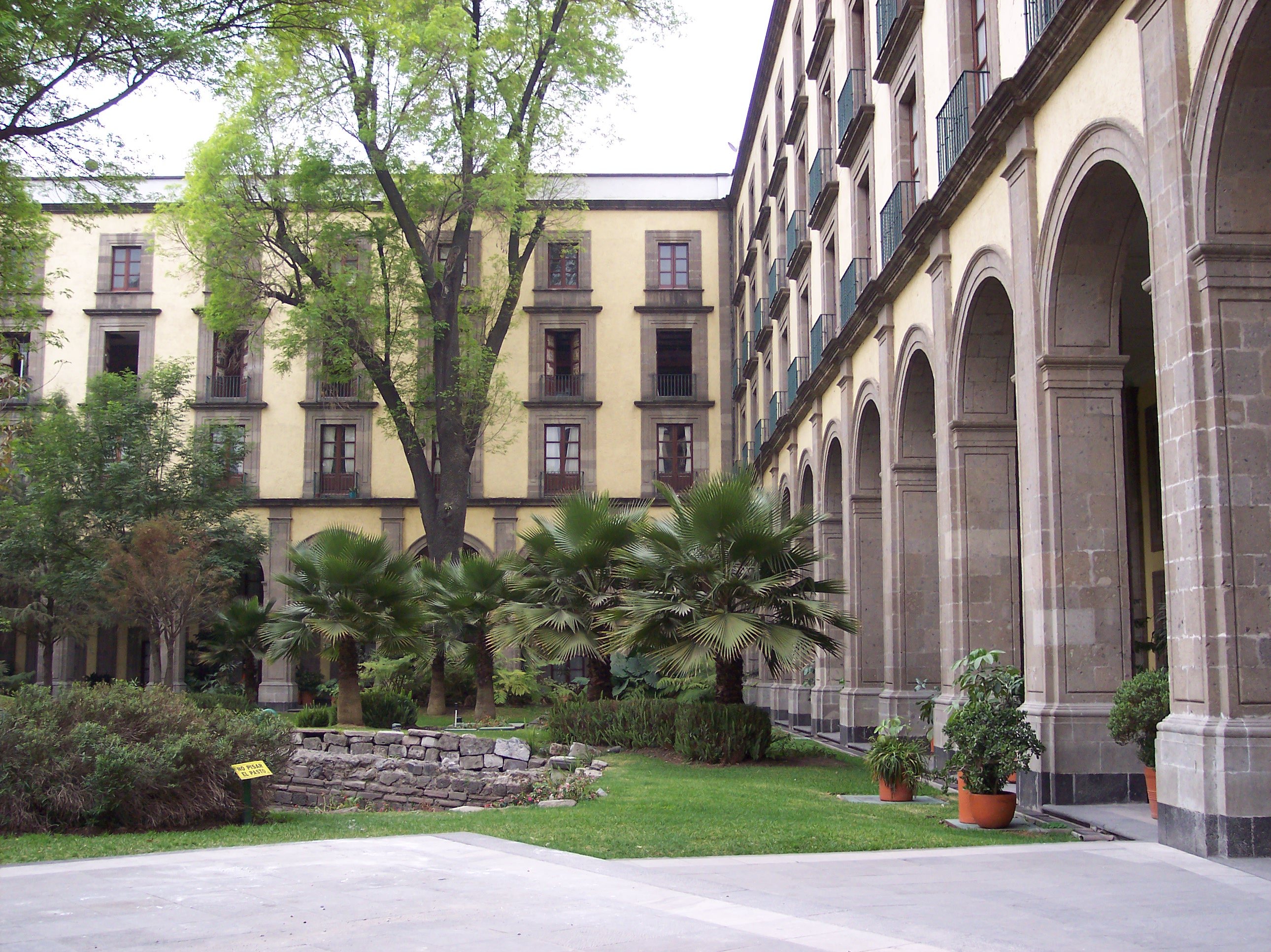
Jardim do Palácio Nacional.

A Cidade do México foi reconstruída, entre 1521 e 1524, por ordens de Cortés segundo uma nova traça de corte europeu. Entre as novas construções destaca-se uma Casa que mandou erguer onde estava o Palácio de Axayacatl (local actualmente ocupado pela Sede do Nacional Monte de Piedad e que ficou conhecido como "Casas Velhas"), onde estabeleceu o seu governo e que, mais tarde, seria detido pela Real Audiência e pelo primeiro vice-rei, Antonio de Mendoza.
O terreno do palácio de Moctezuma, e os edifícios nele contidos, foram reivindicados por Hernán Cortés, mandando construir ali, a partir de 1524 e para seu uso pessoal, um palácio que ficaria conhecido como "Casas Novas". A construção ficou a cargo dos arquitectos Rodrigo de Pontocillos e Juan Rodriguez, enquanto Cortés vivia nas "Casas Velhas", do outro lado da praça. As propriedades de Cortés foram ratificadas por cédula real em 1529.
Nos anos imediatos à Conquista, a Plaza Mayor da Cidade do México mostrava, no seu lado oriental, a nova grande propriedade de Hernán Cortés; a sul, ficavam as construções que albergavam as casas do Cabido, o cárcere do ayuntamiento e o matadouro; a poente erguiam-se as "Casas Velhas" Cortés, arrendadas para albergar a Real Audiência e o vice-rei; no lado norte, encontrava-se um modesto novo templo religioso e as ruínas do Templo Maior mexicano que, com o tempo, daria lugar à grandiosa catedral.
O palácio de Cortés era uma sólida fortaleza com frestas para canhões nas esquinas, enquanto o mezzanino tinha seteiras para mosqueteiros. A fachada tinha apenas duas portas com arcos de medio punto. No interior existiam dois pátios, sendo construído um terceiro depois de 1554 e um quarto algures depois disso. Os seus jardins eram extensos, ocupando grande parte das porções sul e sudoeste da propriedade acima do que é agora a Rua do Correio-Mor. O palácio tinha aposentos habitacionais, escritórios, duas salas de audiência e uma torre para a pólvora. Um edifício secundário por trás do principal tinha dezanove janelas ao longo da sua fachada. Também tinha uma platibanda, sobre a qual estava um relógio e um sino. O pátio principal foi construído com tamanho suficiente para que pudesse entreter visitantes com a primeira tourada registada na Nova Espanha.

### O palácio dos vice-reis
O governo do vice-reino necessitava duma sede própria para albergar o governo da Nova Espanha, com o fim de deixar de pagar renda a Cortés e aos seus herdeiros, e depois de 41 anos de litígios sobre rendas e prerrogativas dos Cortés. Finalmente, no dia 19 de Janeiro de 1562, o segundo vice-rei, dom Luís de Velasco pai e Martín Cortés, filho do conquistador, acordam a venda das "Casas Novas" por 264 mil reais (equivalentes a 33 mil pesos), assim como a devolução à família das "Casas Velhas". Oito meses depois, a outrora casa de Cortés converteu-se na nova sede do poder vice-real.
Os terrenos das "Casas Novas" eram delimitados a norte pela actual Calle de Moneda, a oriente pela de Corre Mayor, a poente pela Plaza Mayor e a sul pela Venustiano Carranza. Eram cortados transversalmente pela vala Real, que com o tempo se converteria na Calle de Corregidora. Os terrenos a sul da vala Real ficariam desocupados por muito tempo, até que foi ali instalada uma das sedes da Real Universidad e o mercado do Volador, o qual deu lugar ao actual palácio da Suprema Corte de Justicia de la Nación. As "Casas Novas" de Cortés confinavam a norte com o edifício que fecha o Pátio Principal, a oriente com as hortas interiores da propriedade, a sul com a vala Real e a poente com a Plaza Mayor.
O edifício foi adaptado em 1563, sendo o segundo vice-rei, Luís de Velasco, o primeiro a residir nele, juntamente com a Real Audiência e o cárcere da Corte Real (o qual foi queimado em 1659). A sua construção foi ampliada para o seu lado norte e oriente.
Devido a tensões entre o vice-rei e o arcebispo, o palácio foi incendiado pelos apoiantes deste último em 1624.
Com o passar dos anos construíram-se novas habitações no costado oriental, facto que não alterou o extenso jardim nem as hortas. Em finais do século XVII, o Palácio dos Vice-reis já tinha o aspecto duma fortaleza, com duas torres nas esquinas resguardadas por artilharia, com poucas janelas e "com ameias de fuzilaria, tudo disposto para a defesa".
As medidas de segurança foram insuficientes para defender o palácio no dia 8 de Junho de 1692, quando uma terrível fome propiciou a amotinação de oito mil índios que se reuniram na Plaza Mayor para exigir alimentos. Ao não ser escutada, a turba amotinada decidiu pegar fogo à residência do vice-rei. As chamas devoraram cada um dos salões, aposentos e escritórios do palácio. Ao amanhecer do dia seguinte a paisagem era desoladora; da sólida construção, muitas áreas ficaram feitas em cinzas. A principal área devastada foi a que actualmente rodeia o Pátio de Honra.
As "Casas Novas" foram reconstruídas e reformadas por Frei Diego Valverde a mando do Vice-rei Gaspar de Sandoval. O historiador Manuel Rivera Cambas afirma que o palácio deixou o seu aspecto medieval para tomar um aspecto moderno para a época, com uma arquitectura de estilo Barroco. As suas ameias foram convertidas em janelas com grades de ferro, enquadradas em cantaria. Foram gravadas inscrições por cima dessas janelas e colocadas pedras de armas dos lados. Uma terceira porta mais pequena foi acrescentada no lado norte do edifício. No edifício secundário interior, foram instaladas janelas altas com pequenos balcões em ferro.
É nesta época que, pelo seu esplendor, deixa de se chamar "Casas Novas" e passa a ser conhecido por Palácio Vice-real. No entanto, o palácio enfrentou a contínua falta de orçamento para as obras, já que todo o dinheiro arrecadado pelos impostos reais eram mandados para a Espanha. Por esse motivo, mantiveram-se obras praticamente contínuas durante todo o século XVIII, época em que também se construía a catedral em frente.
Nesta época, a porta sul conduzia ao chamado "Pátio de Honra"; nesta secção ficavam os aposentos do vice-rei. O mezzanino alojava os gabinetes da Secretaria e os Arquivos do Vice-reino. A parte mais baixa continha os quarteirões dos criados e dos alabardeiros, assim como caixas de armazenamento para mercúrio. Este Pátio de Honra abria-se ao fundo em direcção a um jardim para uso do vice-rei e da sua corte. Mais tarde, no século XVIII, tornar-se-ia no Jardim Botânico Real.
O pátio principal, na parte central do edifício, possuía arcos em volta, supo +rtados por altas e grossas colunas barrocas. Através deste pátio fazia-se o acesso ao Salão de Audiência, à sala de colecta de impostos, ao consulado, ao gabinete de regulação de mineração, à Tesouraria Geral, à Capela Real e à Sala do Trono.
A porta norte conduzia a um pequeno pátio, no qual estavam localizados a prisão e os quarteirões dos guardas. O palácio permaneceu inalterado na sua essência até depois da Independência.

### Palácio Nacional

#### Século XIX

Retrato do Imperador Agustín de Iturbide no palácio

Em 1821, ao ser consumada a Independência do México depois da entrada do Exército Trigarante, o palácio recebeu uma nova designação, adoptando o nome de Palácio Imperial. Embora não fosse a residência do Imperador Agustín de Iturbide, que continuou a viver no palácio dos Condes de San Mateo de Valparaiso (actual Museu Palácio Cultural Banamex, também conhecido como Palácio de Iturbide).
Depois da queda do império de Iturbide, em 1823, foi fundada a República, tendo o Congresso Constituinte decretado que todos os lugares que tivessem os termos "Real", "Vice-real" ou "Imperial" no seu nome, estes seriam substituídos pelo termo "Nacional", pelo que o palácio passou a ser designado por Palácio Nacional. Este nome seria conservado porque, no seu interior, albergaria os três poderes federais que se formaram na nova república: o executivo, o legislativo e o judicial, embora, com o passar do tempo, os dois últimos tenham migrado para outros recintos dentro da mesma cidade. Os primeiros ministérios do México foram instalados no palácio, como o Ministério da Fazenda (receita interna ou Ministério das Finanças), o Ministério da Guerra, o Ministério da Justiça e o Ministério das Relações Internas e Externas, assim como o Supremo Tribunal.
Nessa época, a construção do palácio já cobria toda a fachada poente que dava para a Plaza Mayor. Durante os primeiros anos da vida independente do país, dos contínuos golpes de Estado e atentados que viveu, alguns desenrolaram-se na capital, afectando em maior ou menor medida o Palácio Nacional. Por exemplo, durante uma rebelião conduzida por Valentín Gómez Farías contra o então presidente Anastasio Bustamante, a balaustrada sudoeste foi seriamente danificada no decorrer dum cerco que durou doze dias. Assim, as obras de reconstrução e adaptação às novas necessidades da vida política do país foram contínuas durante o século XIX, perdendo-se no trajecto obras artísticas da época colonial, transformando-se a ocupação dos seus espaços e caindo no descuido parte das suas instalações. Desta época, destaca-se o Recinto Parlamentar, criado para albergar a Câmara de Deputados; em 1845, foi construída a velha Câmara de Deputados, com o Senado no piso superior da ala sul.
Na guerra entre o México e os Estados Unidos (1846-1848), causada pela anexação do Texas por parte deste último, o exército norte-americano, logo que tomou o último reduto que protegia a cidade, no Castelo de Chapultepec, no dia 14 de Setembro de 1847, marchou no dia seguinte em direcção à praça principal da Cidade do México, o Zócalo, e içou a Bandeira dos Estados Unidos no Palácio Nacional, ocupando-o até ao fim da guerra, depois de firmados os tratados de Guadalupe Hidalgo no ano de 1848.

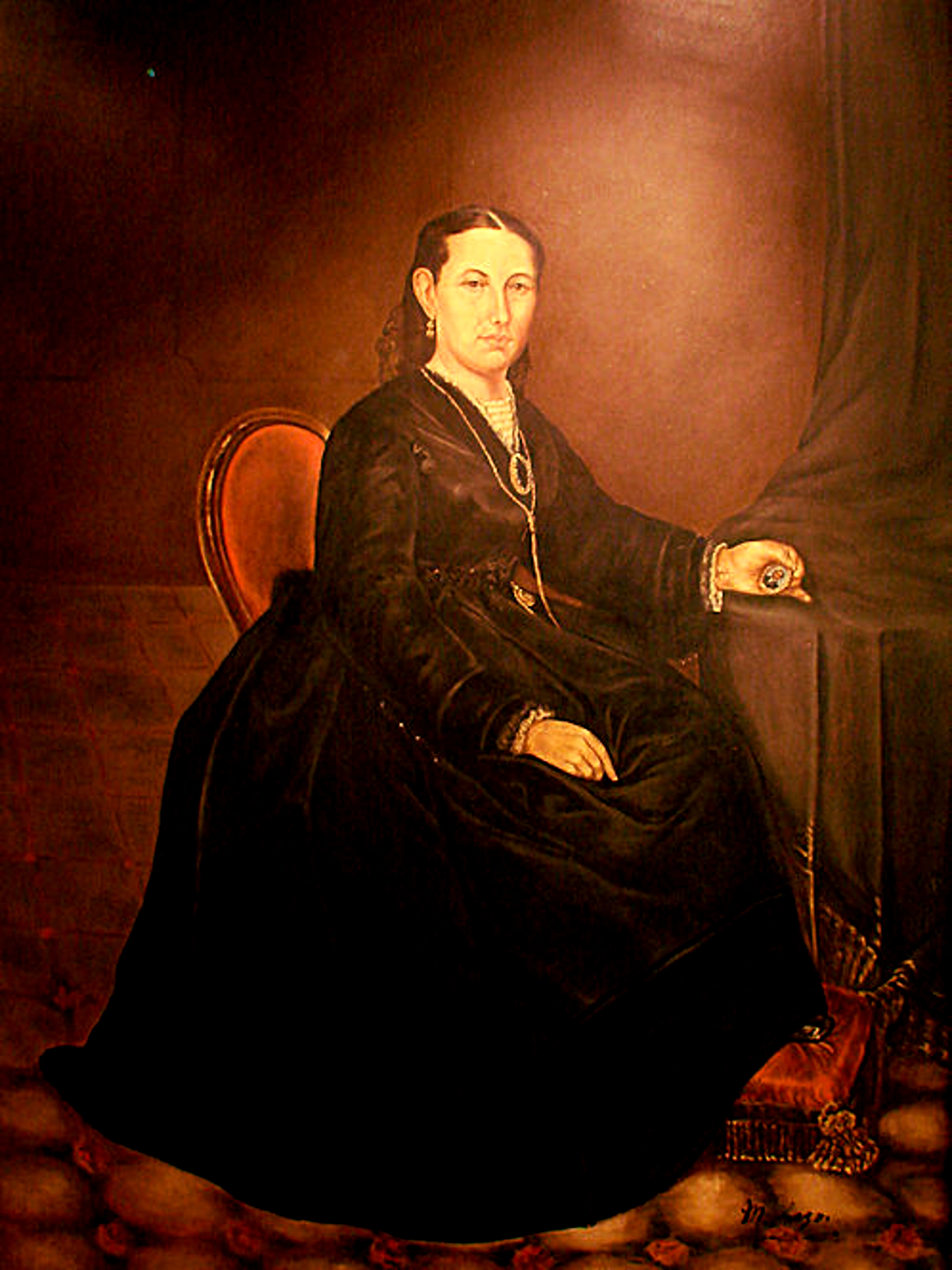
Retrato de Margarita Maza Parada de Juárez no Museu Juárez.

Depois desta ocupação realizaram-se novas modificações no Palácio Nacional. Entre as mais importantes está a promovida pelo presidente Mariano Arista, em 1852, que, entre outras coisas, ordenou a abertura da Puerta Mariana, assim chamada em sua honra, ficando o palácio, desde então, com as três portas que abrem para o Zócalo. Cabe assinalar que antes de ser feita a Puerta Mariana, havia ali uma pequena porta do cárcere que funcionara até 1831. Aquele presidente também converteu a ala norte em casernas para o Batalión de Guardia de Supremos Poderes (Batalhão de Guarda dos Supremos Poderes).
Por um curto período, de 1863 a 1867, o palácio foi novamente chamado de Palacio Imperial, durante o breve Segundo Império Mexicano, de Maximiliano de Habsburgo, embora o imperador nunca o tenha usado como residência, já que em 1863, o soberano mudou a sua residência para o Castelo de Chapultepec, deixando o palácio como um edifício puramente administrativo e de protocolo. Apesar disso, ordenou diversas obras o seu interior para que adquirisse um toque majestoso e deixasse para trás algo do seu estilo sóbrio dos períodos anteriores. Em 1864, Maximiliano de Habsburgo tinha três mastros instalados em frente das três portas principais. Na porta central estava a Bandeira do México; na porta norte encontrava-se a Bandeira da Áustria e na porta sul ficava a Bandeira da França. também encarregou Lorenzo de la Hidalga de construir a grande escadaria de mármore que se encontra no Pátio de Honra, na ala sul, assim como mandou telhar as salas públicas e decorá-las com pinturas pinturas, candelabros e penicos de Hollenbach, Áustria e Sirres, França.

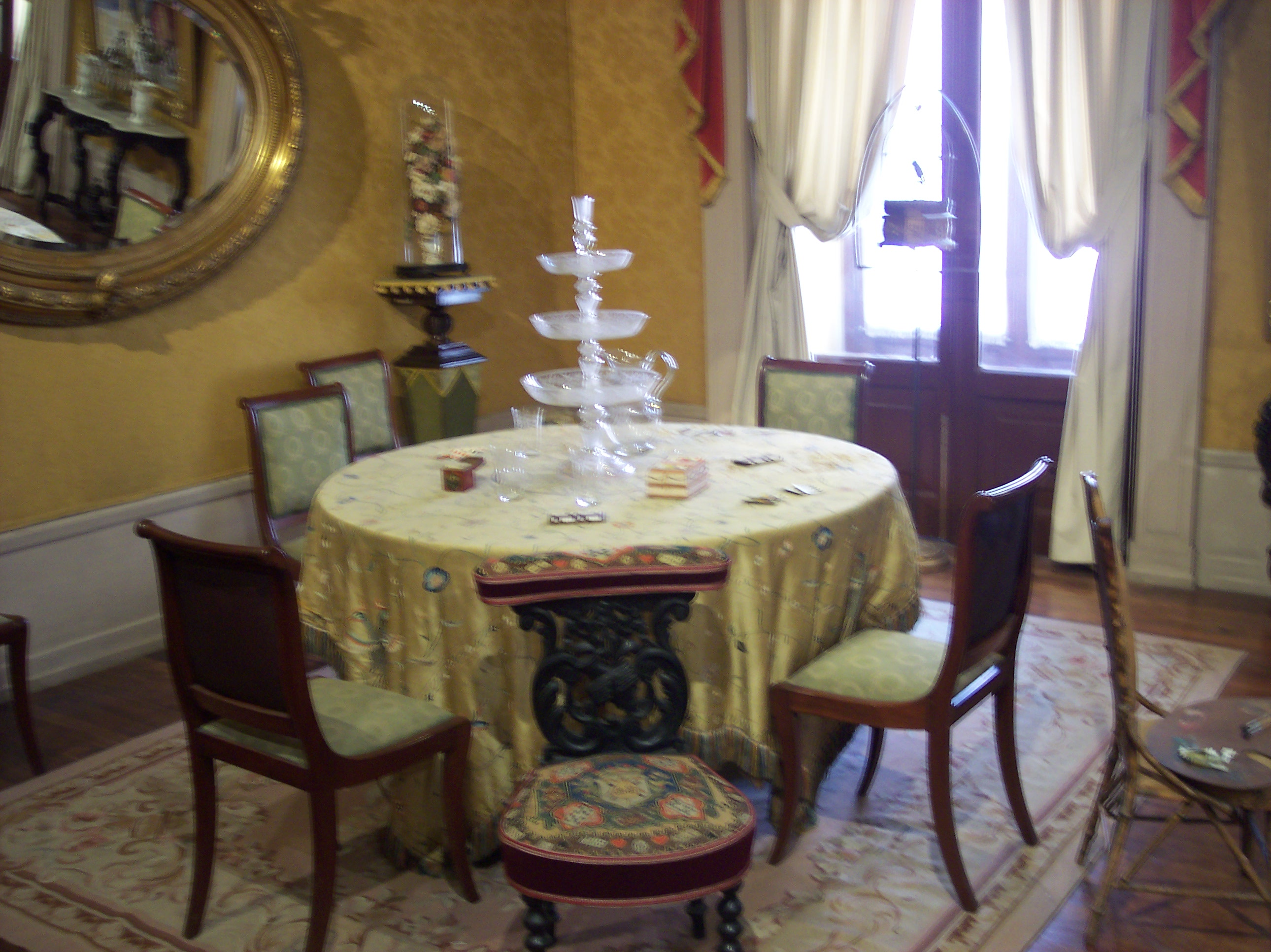
Sala de jantar de Juárez, Museu Juárez.

Contrário ao esbanjamento do imperador, Benito Juárez manteve um exercício austero do orçamento em todas as áreas do seu governo, inclusive na sua vida pessoal, assim como a que levou no tempo em que viveu no Palácio Nacional. Durante a sua estadia, mandou adaptar a parte norte de palácio para seu uso familiar, precisamente na parte mais humilde e onde antes tinha estado um cárcere, deixando a mais elegante, na parte sul, como área de uso dos gabinetes da Presidência, com o claro objectivo de marcar essa diferença entre os seus ministros e os seus familiares. Viria a falecer nos seus aposentos, em 1872, sendo o seu corpo velado no Salão de Recepções. No mesmo ano, o Recinto Parlamentar foi destruído por um incêndio.
Em 1877, o Secretário de Fazenda e Crédito Público, José Ives Limantour, e parte dos seus inspectores do departamento, mudaram os seus gabinetes para a ala norte, lá permanecendo até 1902. Escolheu a sala maior da ala para o Gabinete de Selos.
Durante o governo de Porfirio Díaz foram feitas várias alterações no palácio. No dia 14 de Setembro de 1886 foi instalada a Campana de Dolores, o sino que o padre Hidalgo repicou na paróquia de Dolores, Guanajuato, na alta cornija do balcão presidencial e, a partir de então, celebra-se dali anualmente o aniversário do Grito de Dolores. O relógio de fabrico inglês na platibanda foi movido para a torre da Igreja de Santo Domingo. A fachada foi rebocada e gravada para se assemelhar a blocos de pedra. Foram colocados toldos de pano nas janelas dos andares superiores. Nos pedestais próximos da porta principal foram instaladas estátuas de forma feminina. No interior, a Sala do Embaixador, a sala de jantar, as cozinhas, a sala de estar, a garagem e os estábulos foram todos remodelados. Isto foi feito num período em que o estilo francês era popular no México.

#### Século XX

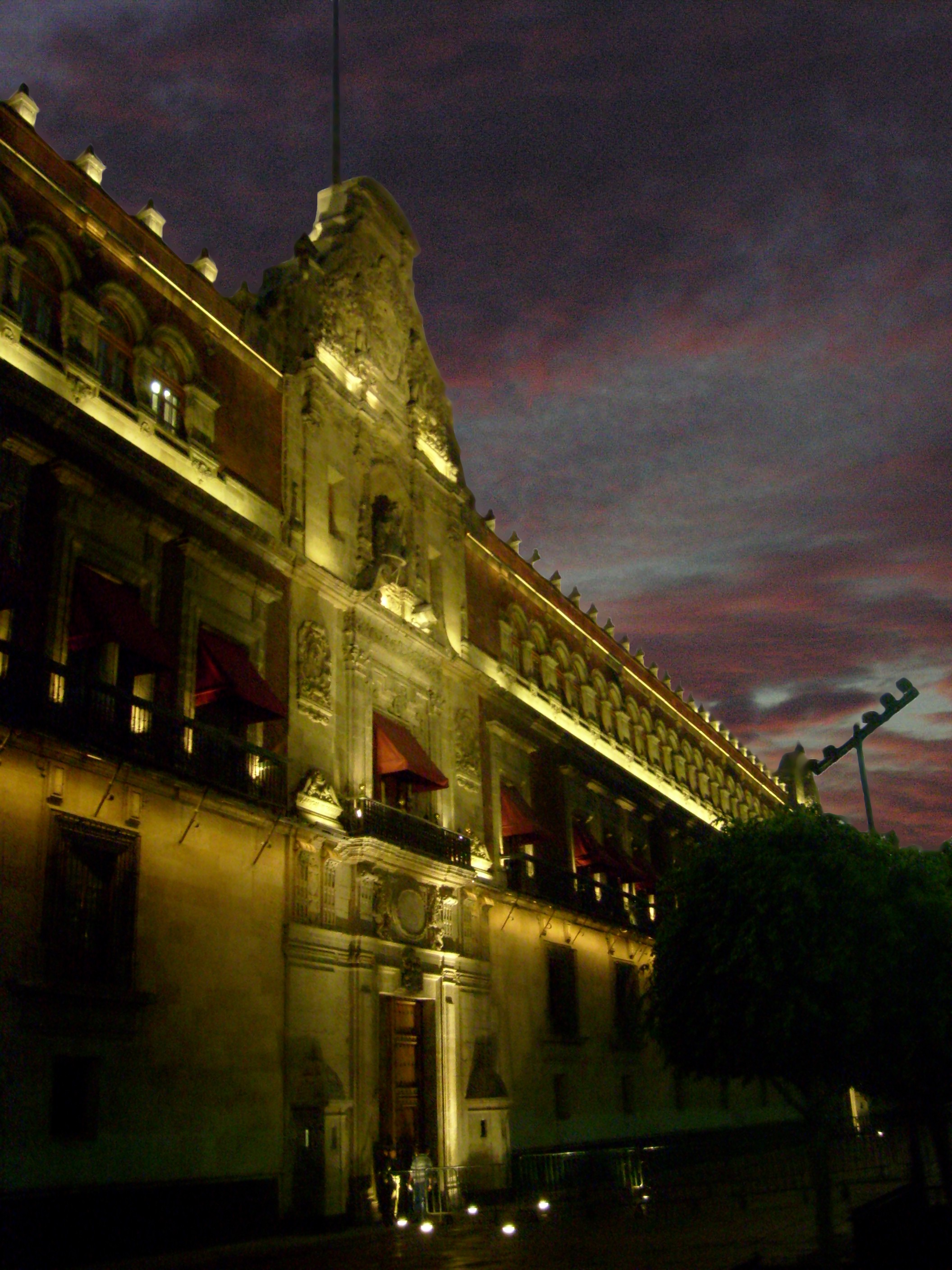
O Palácio Nacional do México visto à noite

O último presidente que usou o Palácio Nacional como sua residência foi Porfirio Díaz, o qual reabilitou o Castelo de Chapultepec para ir viver para lá, seguindo os passos de Maximiliano. No entanto, pelo seu carácter histórico continuou a ser a sede do poder executivo, função que continua a desempenhar até agora. Por essa razão e com o motivo do centenário da Independência do país, Díaz ordenou, em 1901, a reabilitação total das áreas da presidência e da Secretaria de Fazenda. Com excepção do Salão de Recepções, que foi o único espaço não remodelado por Díaz, o resto das áreas protocolares do Palácio Nacional são desta época. Destacam-se destes trabalhos os tectos de alguns salões, o Salão Panamericano e a colocação de dois dos três primeiros elevadores que existiram no país, precisamente em cada um dos torreões do palácio: um muito elegante na área presidencial e outro mais austero na área da Fazenda.
Durante a Revolução Mexicana, principalmente durante a Decena Trágica, o Palácio Nacional foi danificado pelas acções militares remodelado posteriormente. Em 1926 foi inaugurado o Salão da Tesouraria (no espaço ocupado pela Tesouraria desde 1891). Porém, só em 1929 é que se voltaria a realizar uma reforma profunda ao edifício, quando o Presidente Plutarco Elías Calles mandou edificar a galeria no terceiro nível de toda a construção, feita por Alberto J. Pani, um engenheiro e, então, Ministro das Finanças e desenhado por Augusto Petriccioli. Foram colocados merlões nas torres e todos os três portais foram dotados de parapeitos e topos decorativos. O Sino de Dolores foi colocado num nicho flanqueado por télamons sobre a porta central. A pedra branca da fachada foi substituída pelo actual tezontle avermelhado que caracteriza o palácio. Foram instalados frisos nas portas, janelas, cornijas e parapeitos. Uma estátua de Benito Juárez foi colocada na ala norte próximo dos seus antigos aposentos. Esta estátua foi feita com bronze dos canhões do Exército Conservador durante a Guerra da Reforma e dos projécteis franceses da Batalha de Puebla. Tudo isto fez com que o palácio perdesse a sua aparência barroca (e francesa), dando-lhe o aspecto que lhe conhecemos hoje.
Entre 1930 e 1951 foram realizadas as pinturas murais de Diego Rivera na Escadaria da Imperatriz e no corredor do segundo piso do Pátio Central.
Em 1945, o Presidente Manuel Ávila Camacho ordenou a criação das Galerias dos Presidentes e dos Insurgentes, que se situam no segundo nível dos pátios que dão para o Pátio de Honra.
No início da segunda metade do século XX surgiu um desprezo pela herança colonial e, no centro da capital, começou-se com a substituição de edifícios vice-reais por modernas construções de ferro e vidro. Assim, edifícios tão antigos como o Hospital de Jesus foram desfigurados com ares da modernidade. O Palácio Nacional não ficou isento destas ideias e, na década de 1960, na parte oriental, foram construídos os edifícios Landa para albergar cada vez mais gabinetes da Presidência e da Secretaria de Fazenda e Crédito Público, com uma arquitectura que em nada se harmonizava com o ambiente do lugar.
Pelo contrário, em 1972 foi reabilitado o Recinto Parlamentar com base numa litografia da época. Por estes anos também se habilitaram outros salões com ideias vanguardistas que contrastavam com a origem colonial do edifício, como foi o caso do vestíbulo do Recinto Parlamentar, entre outros.
Depois do sismo de 19 de Setembro de 1985 que sacudiu a capital da República, desocuparam-se os edifícios Landa (que ficaram danificados pelos terramotos), juntamente com outros espaços. Além disso, tornou-se preocupante o assentamento do edifício, principalmente porque começou a ficar de maneira altamente irregular e acelerado. Por esse motivo, iniciaram-se trabalhos de resgate do imóvel, não para remodelá-lo, mas para evitar o seu colapso. Atacaram-se, principalmente, problemas de cimentação.
Uma outra intervenção realizou-se entre 1999 e 2000 por ordens de Ernesto Zedillo. Nestes trabalhos, incluiu-se a remodelação da capela, assim como a demolição dos edifícios Landa e de outros mais antigos com o fim de recuperar 14 mil metros quadrados, que, com os anos se haviam desviado do seu propósito original. A ideia foi habilitar espaços para a instalação de salas destinadas a exposições museográficas e iniciar os trabalhos de restauro para estilos mais apegados ao século XIX dos salões habilitados como vanguardistas nas décadas anteriores. Com a recuperação de espaços ao ar livre, também se estabeleceu o jardim botânico nas suas duas zonas. A Zona Tropical, onde historicamente esteve o Jardim da Imperatriz, e a Zona Desértica, onde antes existiam corpos de edifícios que davam para a Calle de Moneda.

#### Século XXI
Durante a administração do Presidente Vicente Fox, o Secretério de Fazenda e Crédito Público Francisco Gil Díaz reinvadiu com gabinetes muitas áreas resgatadas para museografia no mandato anterior. Também se terminaram os trabalhos de remodelação do vestíbulo do Recinto Parlamentar, abriu-se o arquivo de Francisco I. Madero, criou-se a página de internet para as visitas virtuais ao Palácio Nacional (em inglês e em espanhol) e realizaram-se obras de recimentação e resgate de importantes espaços dos Pátios Marianos na parte norte do palácio.
Em Novembro de 2006 terminou-se a construção do edifício que substitui os edifícios Landa. A fachada do novo edifício mantém a harmonia arquitectónica com o resto do conjunto. Inclui, entre outras coisas, um museu, uma loja de Palácio Nacional, um restaurante e facilita o acesso aos turistas, uma vez que conta com estacionamento para os visitantes.
O palácio continua a ser a sede oficial do Poder Executivo, embora já não seja a residência oficial do Presidente (transferida para Los Pinos). Além disso, alberga as seguintes instalações e recintos, com os cinco primeiros reservados para uso oficial, podendo os restantes ser visitados pelo público:
- Despacho do Secretário de Fazenda e Crédito Público (SHCP).
- Colecção de Acervo Patrimonial da SHCP.
- Fundo Histórico da SHCP (antes Biblioteca da SHCP na Antiga Casa da Moeda e Moneda, ou Capela da Imperatriz).
- Gabinetes da SHCP.
- Salão Guillermo Prieto.
- Recinto de homenagem a Benito Juárez.
- Recinto Parlamentar (antiga Câmara de Diputados).
- Salão Juárez.
- Galeria dos Insurgentes.
- Galeria dos Presidentes.
- Salão mourisco.
- Salão Panamericano.
- Arquivo de Francisco I. Madero.
- Janelas Arqueológicas.

Entre 1929 e 1951, o muralista Diego Rivera realizou cinco murais no segundo andar no pátio central e no espaço da escadaria principal, os quais foram restaurados durante o ano 2009, motivado pelos festejos do Bicentenário da Independência.

## Os residentes do Palácio Nacional
Todos os vice-reis que governaram a Nova Espanha durante o período colonial viveram na residência, com excepção de Antonio de Mendoza e Juan O'Donojú, que foram, de forma bastante curiosa, o primeiro e o último dos vice-reis.
Depois da independência, o palácio foi casa dos três imperadores que governaram o México durante breves períodos: Agustín de Iturbide, Antonio López de Santa Anna e o Imperador Maximiliano de Habsburgo.
O primeiro presidente que viveu no edifício foi também o primeiro presidente do México, Guadalupe Victoria, e o seu último ocupante foi Manuel González, presidente entre 1880 e 1884. A actual residência presidencial é Los Pinos.
Entre as pessoas famosas que estiveram instaladas no palácio incluem-se Sóror Juana Inés de la Cruz, Mateo Alemán, o Freire Servando Teresa de Mier (que também faleceu ali), Alexander von Humboldt e Simón Bolivar.

## Descrição

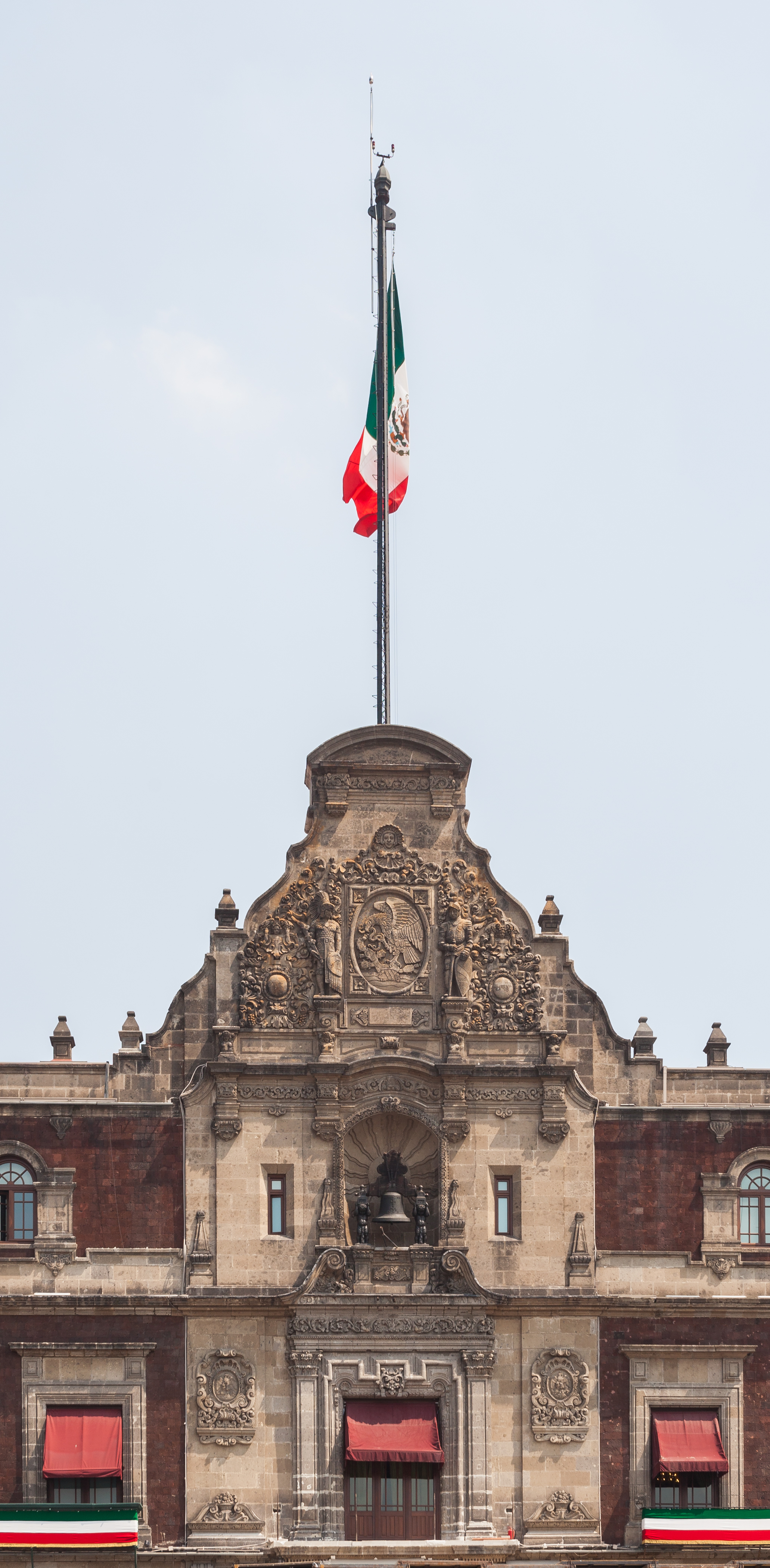
Balcão onde o Presidente do México dá o anual Grito de Dolores no Dia da Independência e o sino da igreja de Dolores, Guanajuato.

A fachada é limitada a norte e a sul por duas torres e inclui três portais principais, cada um dos quais conduz a uma parte diferente do edifício. A porta sul leva ao Pátio de Honra e gabinetes presidenciais (sem acesso público). A porta norte é conhecida como Porta Mariana, nomeada em honra de Mariano Arista que a mandou construir em 1850. A área correspondente a esta porta era a antiga Prisão da Corte, com salas de julgamento e câmaras de tortura. Agora é ocupada pelo Ministério das Finanças. Contém a "Sala do Tesouro", construída pelos arquitectos Manuel Ortiz Monasterio e Vicente Mendiola. A porta de ferro e bronze é obra de Augusto Petriccioli.
Por cima da portaria principal, enfrentando o Zócalo, fica o balcão principal onde, imediatamente antes das 23 horas de cada dia 15 de Setembro, o Presidente do México dá o Grito de Dolores, numa cerimónia destinada a comemorar a Independência do México. Parte desta cerimónia inclui tocar o sino pendurado por cima do balcão. Este sino é o original que o Padre Miguel Hidalgo tocou para chamar para a rebelião contra a Espanha. Originalmente encontrava-se instalado na igreja de Dolores Hidalgo, Guanajuato, mas foi deslocado para aqui. No nicho que contém o sino encontram-se a pedra de armas do México. De cada lado está um guerreiro águia asteca e o seu correspondente espanhol. Estes elementos foram esculpidos por Manuel Centurion e simbolizam a síntese da cultura mexicana.
A porta central conduz ao pátio principal, o qual é rodeado por arcos barrocos. Apenas a balustrada desta área tem sido remodelada, conservando-se os murais por Diego Rivera que adornam o vão da escada e as paredes do segundo andar. No vão da escada existe um mural descrevendo a História do México entre 1521 e 1930, cobrindo uma área de 450 m² (4800 pés²). Estes murais foram pintados entre 1929 e 1935, sendo intitulados conjuntamente como "A Epopeia do Povo Mexicano". O trabalho é dividido como um tríptico, sendo cada uma das partes relativamente autónoma. A parede do lado direito contém murais representando o México pré-hispânico e centrados em volta da vida do deus asteca Quetzalcóatl. Quetzalcóatl aparece no mural como uma estrela, um deus e um ser humano. Criado por serpentes, navega através do espaço como uma estrela que acompanha o sol à noite. Quetzalcóatl assume, então, um corpo humano para ensinar o povo asteca como seu rei e patriarca. Por fim, quando sacrifica o seu corpo para dar vida aos homens, regressa ao céu tendo completado o seu ciclo terreno. Uma vez que deixa a Terra, Quetzalcóatl assume a forma da estrela da manhã, chamada Tlahuixcalpantecuhtli. O ciclo que ele experimenta simboliza o contínuo ciclo da vida. A criação de Rivera da identidade mexicana ajuda a continuar a reforma que começou com a Revolução Mexicana de 1910. Antes desse momento, qualquer individualismo por parte dos índios era desencorajado, assim como qualquer alusão relacionada com as origens astecas. O mural pretende afastar qualquer ideia de inferioridade.

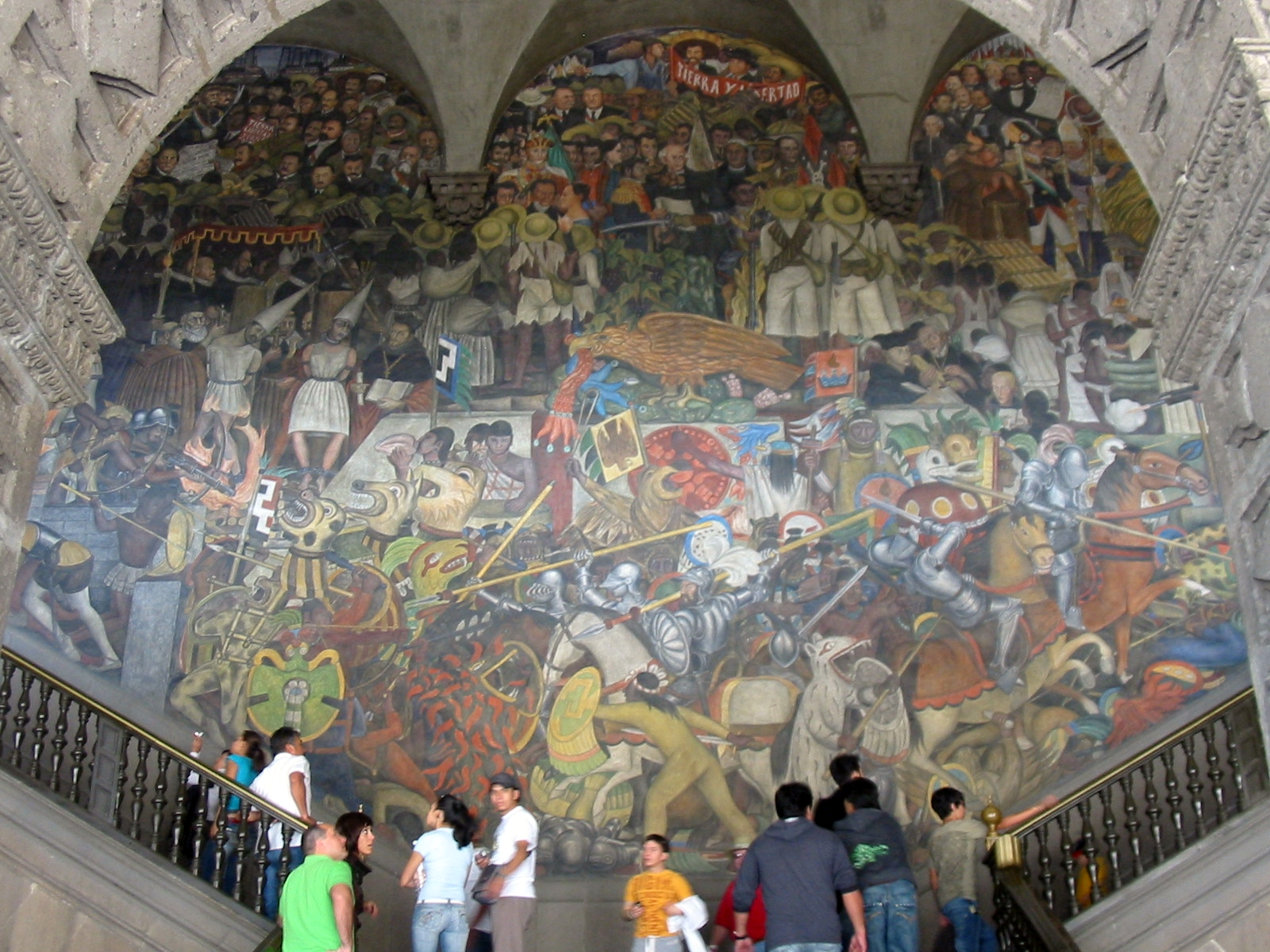
"História do México", afresco por Diego Rivera na escadaria do Palácio Nacional do México.

No painel central, e maior, a Conquista do Império Asteca é representada com a sua maldade, tal como um estupro e tortura, assim como com padres defendendo os direitos dos indígenas. A batalha pela Independência ocupa a parte superior deste painel, no arco. As invasões americana e francesa por baixo disso, assim como o período de Reforma e a Revolução. O painel do lado esquerdo é dedicado ao início e meados do século XX, criticando o status quo e representando uma espécie de utopia marxista, apresentando as pessoas de Plutarco Elías Calles, John D. Rockefeller, Harry Sinclair, William Durant, J.P. Morgan, Cornelius Vanderbilt e Andrew Mellon, assim como Karl Marx. Esta parte do mural também inclui Frida Kahlo, a esposa de Diego. Este mural reflecte o próprio ponto de vista de Diego sobre a história do México e, em particular, sobre o povo indígena do país.
Diego também pintou onze painéis no andar do meio, tais como o "Tianguis de Tlatelolco" (tianguis significa "mercado") e a "Chegada de Hernán Cortés a Veracruz". Estes são parte duma série representando a era pré-hispânica, onde se encontram povos como os Tarascos de Michoacán, os Zapotecs e Mixtecas de Oaxaca e os Huastecas de Hidalgo, San Luis Potosí e Veracruz. No entanto, esta série não foi finalizada.

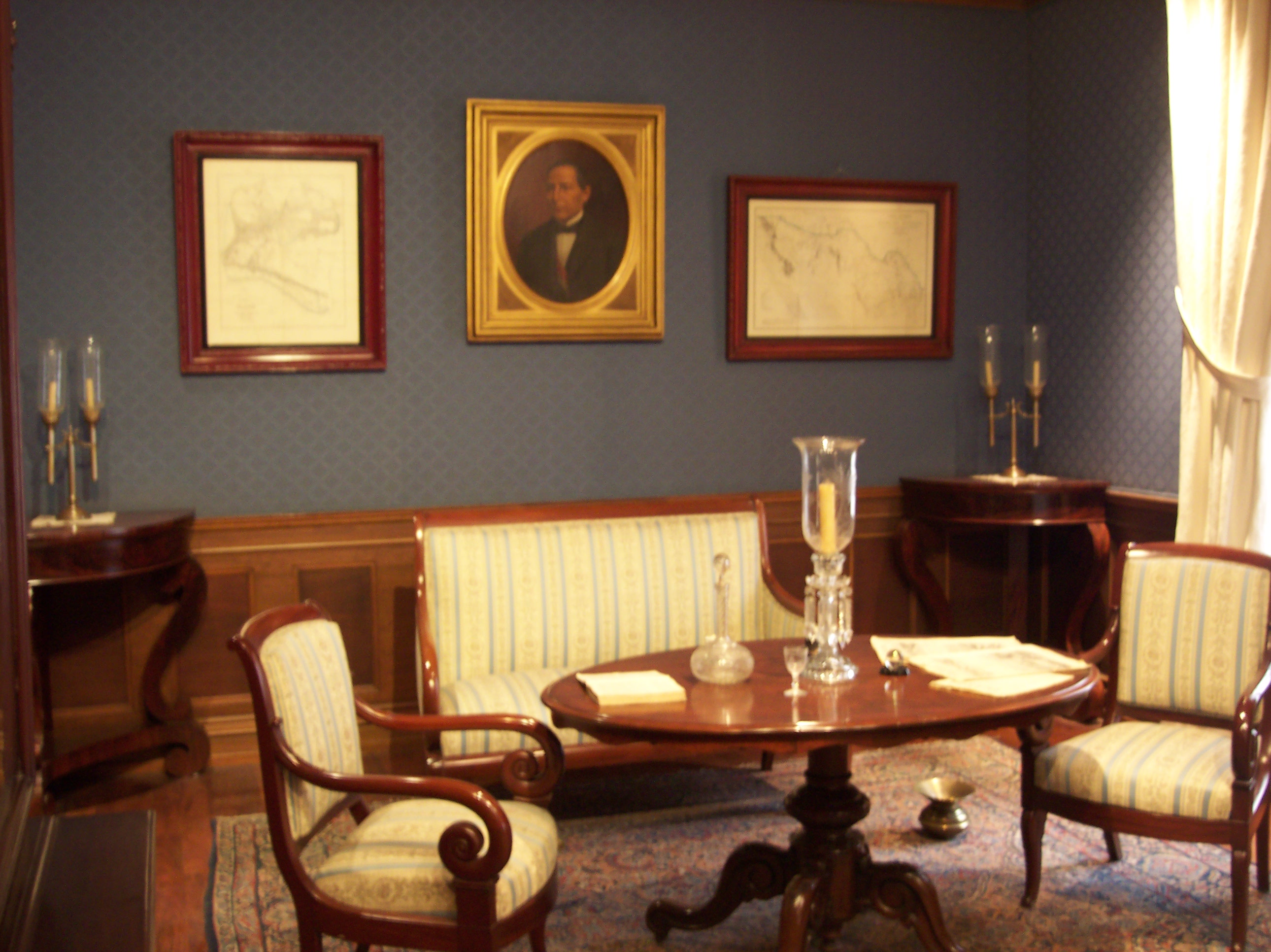
Estúdio de Benito Juárez, Museu Juárez.

No andar superior encontra-se o que em tempos foi a Sala de Teatro dos vice-reis, a qual se tornou na Câmara de Deputados entre 1829 e 22 de Agosto de 1872, quando a sala foi acidentalmente destruída pelo fogo. Nesta câmara parlamentar foi escrita a reformista Constituição de 1857. Estão expostas esta constituição e a Constituição do México de 1917.
O palácio tem catorze pátios, mas poucos destes, como o "Grande Pátio" por trás do portal central, estão abertos ao público. O Palácio Nacional também alberga os principais "Arquivos do Estado", com muitos documentos históricos interessantes, e a "Biblioteca Miguel Lerdo de Tejada", uma das maiores e mais importantes bibliotecas do país.
No anexo norte do edifício fica a Sala do Tesouro e o Museu Benito Juarez. Entre os dois encontra-se a Escadaria Imperatriz, construída pelos irmãos Juan e Ramon Agea. Quando foram confrontados com acusações de que o seu trabalho era instável e poderia colapsar, ficaram debaixo da escadaria enquanto um batalhão inteiro fazia carga. A Sala do Tesouro já não está em uso. Conduzindo à parte do museu do complexo, a qual fora o Ministério das Finanças, está uma estátua de Benito Juárez, por Miguel Noreña. Este trabalho foi criticado na época se sentia que tão honrada pessoa não devia ser representada sentada na cauda do seu casaco, pois isso era contrário à etiqueta social do momento. No pátio do Ministério das Finanças fica a Sala Benito Juárez, onde este presidente viveu durante o final do seu mandato e onde morreu no dia 18 de Julho de 1872. O quarto, sala de estar e estúdio têm sido preservados completos, com vários objectos pertencentes ao presidente.

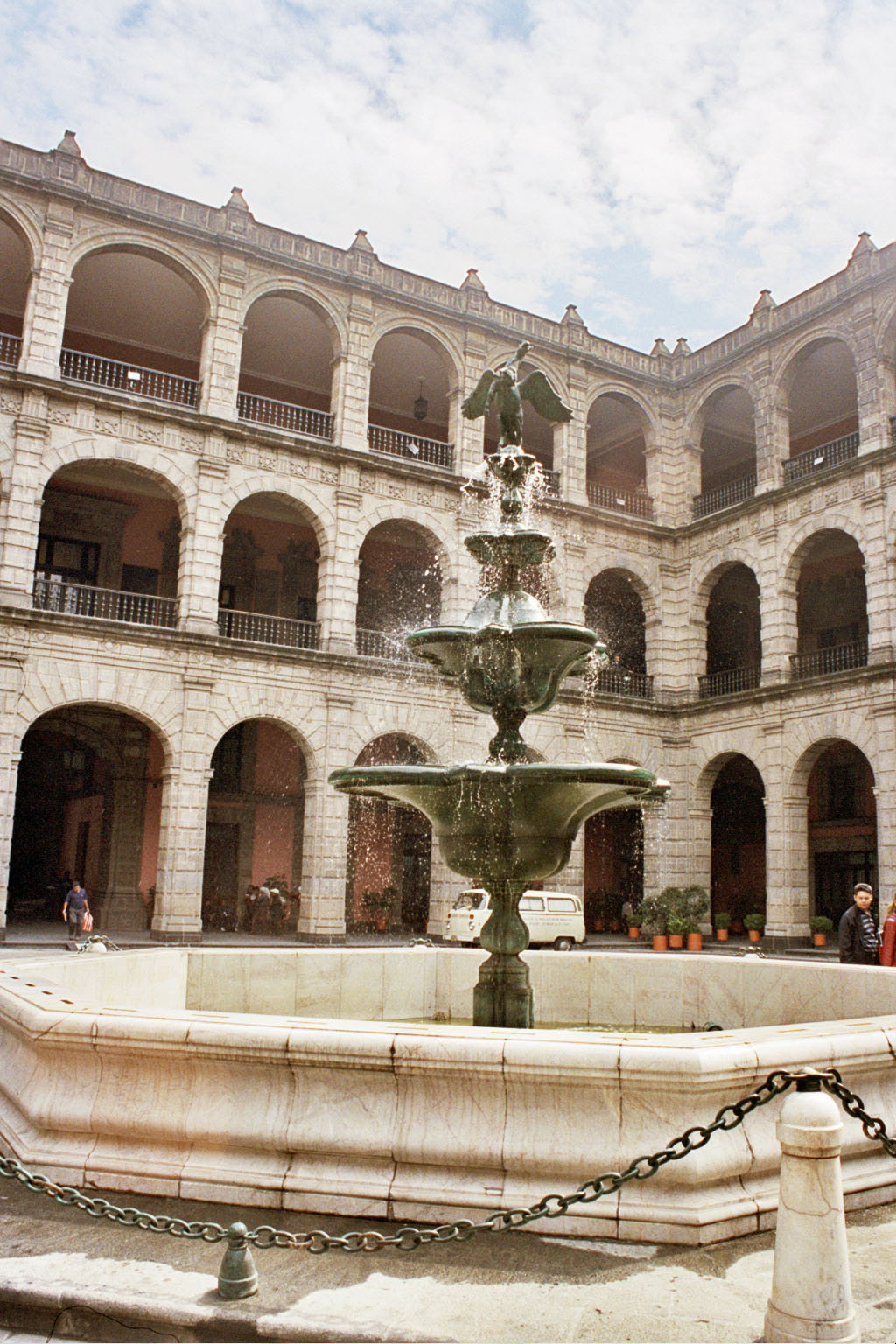
A fonte do primeiro pátio do Palácio Nacional.

### Sobre a fonte do primeiro pátio
A fonte do primeiro pátio é uma réplica da original que existiu há mais de 300 anos neste mesmo sítio. Na sua parte superior está uma representação de Pégaso. Quando Perseu mata a Medusa, dela sai Pégaso, que representa três virtudes: o valor, a prudência e a inteligência. Perseu, ao decidir-se a enfrentar a Medusa, foi valente, ao decidir não olhá-la de frente foi prudente e ao fazê-lo através do reflexo num escudo foi inteligente. Considera-se que estas três virtudes devem fazer parte do carácter de quem ocupe este palácio para governar o país.

## Trabalho arqueológico
Devido aos trabalhos relacionados com a construção da Linha 2 do Metro da Cidade do México e à aceleração do afundamento de muitos dos edifícios do centro histórico, a estrutura básica do palácio sofreu uma deterioração, requerendo obras para firmar a fundação e os apoios do edifício, especialmente no terceiro andar, no pátio central e no Pátio de Honra. Durante estas obras, as velhas bases de colunas do Palácio do Vice-rei foram encontradas, duas das quais foram conservadas no local onde foram descobertas. Também encontraram velhas vigas de cedro com os seus suportes, as quais eram usadas para formar a fundação do primeiro andar.
Recentemente, escavações dentro e nas proximidades do Palácio Nacional desenterraram partes do palácio de Moctezuma, o edifício que Hernan Cortés arrasou para erguer o que se tornaria no actual edifício. Partes de uma parede e de um pavimento de basalto foram encontrados durante recentes renovações no edifício que agora acolhe o Museu de Cultura, o qual se encosta ao palácio no seu lado norte. Supõe-se que a parede e o pavimento sejam parte da Casa Denegrida, ou Casa Preta, a qual os conquistadores espanhóis descreveram uma sala sem janelas pintada de preto. Aqui, Moctezuma iria meditar no que lhe era dito por videntes xamanistas. Era parte de uma construção que se pensa ter consistido em cinco edifícios interligados contendo o gabinete do imperador, câmaras para os filhos e várias esposas e mesmo um jardim zoológico. Estão planeadas mais escavações.

## O significado do edifício
Na página web do anterior presidente, Ernesto Zedillo, Carlos Fuentes chama o Palácio Nacional duma "construção itinerante e imóvel”. Itinerante no sentido de que muito do seu estilo arquitectónico é espanhol na origem e simboliza a transplantação da civilização espanhola para o Novo Mundo. É imóvel porque, desde o tempo dos Astecas, tem sido a sede do poder político terreno, primeiro como palácio do tlatoani asteca e depois dos chefes de Estado mexicanos. Até há muito pouco tempo, aqueles que detiveram o poder sobre o México viveram ali, assim como afirmaram a sua autoridade.
O próprio edifício representa o povo mexicano como uma mistura dos povos espanhol e asteca. O velho palácio foi destruído para dat lugar ao novo, mas ambos foram construídos com as mesmas pedras. De acordo com Zedillo, este representa algo que não é completamente asteca, mas também não é completamente espanhol, tal como acontece em grande medida com o próprio país. Estas mesmas pedras estiveram presentes durante todos os acontecimentos principais da história do México e viram bandeiras estrangeiras a adejar por cima delas.
Na véspera do Dia da Independência do México, o Palácio Nacional é a estrela das comemorações. O sino original do Padre Hidalgo toca aqui e o próprio presidente dá o Grito de Dolores a partir do seu balcão principal. Aquele escritor também fala na Véspera da Independência de 1964, quando o General Charles de Gaulle, então Presidente da França, discursou em espanhol a partir do palácio. Destaca isto para afirmar que o palácio não é só um lugar, mas também um destino onde os amigos do país podem ser recebidos.